# Hermann Wilske
Hermann J. Wilske (* 1950 in Addernhausen) ist ein deutscher Lehrer und Musikpädagoge. Er hat in Baden-Württemberg in mehreren Dachorganisationen des Musiklebens leitende Funktionen inne, ist Präsident des Landesmusikrats von Baden-Württemberg und Mitglied des Deutschen Musikrats.

## Leben
Hermann Wilske stammt aus einer evangelischen Bauernfamilie in Addernhausen, einem dörflichen Ortsteil der Stadt Schortens im niedersächsischen Landkreis Friesland. Er studierte zunächst an der Albert-Ludwigs-Universität Freiburg und an der Hochschule für Musik Freiburg die Fächer Schulmusik, Kirchenmusik und Germanistik, anschließend Musikwissenschaft und Geschichte an der Universität Augsburg. Dort schrieb er 1993 seine Dissertation über Max Reger mit dem Titel Max Reger – zur Rezeption zu seiner Zeit.
Nach seinem Studium arbeitete er als Lehrer für Musik und Deutsch am Schickhardt-Gymnasium in Herrenberg und war als Lehrbeauftragter für Musikpädagogik an den Musikhochschulen in Trossingen und Karlsruhe tätig.
Von 1997 bis 2006 war Wilske Landesvorsitzender des Verbands Deutscher Schulmusiker (VdS) in Baden-Württemberg. Beim Musikwettbewerb „Jugend musiziert“ in Baden-Württemberg hat er die Funktion des 1. Vorsitzenden inne. Seit 2006 arbeitet Wilske mit der Konrad-Adenauer-Stiftung zusammen und ist Mitherausgeber und Autor der „Bildungsoffensive Musikunterricht“.
Im Juni 2011 wurde Hermann Wilske von der Mitgliederversammlung zum Präsidenten des Landesmusikrats Baden-Württemberg gewählt, nachdem er dieses Amt wegen der Erkrankung seines Vorgängers Wolfgang Gönnenwein schon seit September 2010 kommissarisch ausgeübt hatte. Innerhalb des Landesmusikrats engagiert sich Wilske insbesondere im Bereich der schulischen Musikerziehung und leitet die beiden Arbeitskreise „Musikpädagogik“ und „Erzieherinnenausbildung“.
Als Präsident des Landesmusikrats vertritt er das Bundesland Baden-Württemberg im Deutschen Musikrat. Er hat einen Sitz im Medienrat der Landesanstalt für Kommunikation Baden-Württemberg sowie im Landesschulbeirat. Wilske ist zudem Mitglied des SWR-Rundfunkrats und dort wiederum Mitglied im Hörfunkausschuss, Telemedienausschuss und Landesprogrammausschuss sowie im Landesrundfunkrat von Baden-Württemberg. Er gehört außerdem seit 2011 dem Fachbeirat „Kulturelle Bildung“ beim baden-württembergischen Ministerium für Wissenschaft, Forschung und Kunst an.
Er ist verheiratet und hat zwei Söhne.

## Politisches Engagement
Hermann Wilske ist Mitglied der CDU und kandidierte bei den Kommunalwahlen in Baden-Württemberg 2009 und 2014 für den Gemeinderat seines Wohnortes Grafenau.

## Schriften
- Max Reger – zur Rezeption in seiner Zeit. Dissertation. Breitkopf und Häertel, Wiesbaden 1995, ISBN 978-3-7651-0301-8.
- mit Hans Jünger: Zur Diskussion: Thesenpapiere der Konrad-Adenauer Stiftung und des Deutschen Musikrats zum Musikunterricht in Deutschland. In: Musik und Bildung, 1/2006, S. 62.[8]
- mit Jörg Dieter Gauger (Hrsg.): Bildungsoffensive Musikunterricht. Rombach, Freiburg 2007, ISBN 978-3-7930-9522-4.